# 1956년
1956년은 일요일로 시작하는 윤년이다.

## 사건
- 1월 12일 - 태신호 화재 발생.
- 2월 11일 - 아관파천 60주년.
- 3월 1일 - 동독 인민군이 창설되다.
- 3월 2일 - 모로코가 프랑스와 에스파냐로부터 독립하다.
- 3월 20일 - 튀니지가 프랑스로부터 독립하다.
- 4월 28일 - 조선로동당 제3차당대회.
- 8월 15일 - 이승만 3대 대통령 임기 시작
- 9월 7일 - 제네바에서 노예제도 폐지를 위한 국제조약 조인
- 9월 28일 - 장면 부통령, 민주당 전당대회서 김상봉에게 피격되어 경상을 입음.
- 9월 29일 - 한국전쟁 참전 16개국 휴전감시위원단 한반도 철수 결정.
- 10월 6일 - 대한민국과 미국, 한미우호통상조약 체결.
- 10월 23일 - 헝가리에서 스탈린주의에 반대하는 유럽공산주의 혁명이 일어남.
- 10월 29일 - 수에즈 전쟁이 터지다.
- 11월 6일 - 아이젠하워, 미국 대통령에 재선.
- 11월 12일 - 모로코, 수단, 튀니지 유엔 가입.
- 12월 18일 - 일본, 유엔 가입.
- 국제형사경찰기구의 설립.

## 문화
- 5월 8일 - 대한민국 국회에서 어머니날이 제정되었다.
- 5월 12일 - 대한민국 최초의 TV 방송국 대한방송 개국.
- 8월 5일 - 대한민국 제2대 지방의회(시.읍.면 의회) 의원 선거.
- 9월 5일 - 대한민국 서울특별시의회, 첫 개회.
- 9월 14일 - 대한민국 국무회의, 1950년 육군 3사단이 최초로 38선을 넘어 북진한 날인 10월 1일을 국군의 날로 제정.
- 11월 22일 - 오스트레일리아 멜버른에서 1956년 하계 올림픽이 개막하였다. (~ 12월 8일)
- 12월 23일 - 대한민국 극동방송 개국.
- 대한민국 기업 대상에서 미원 출시.
- 미국 메이저 리그 월드시리즈에서 돈 라슨이 전설적인 퍼펙트 게임을 달성함.

## 탄생

### 1월
- 1월 1일
  - 프랑스의 법률가, 정치인, IMF 총재 크리스틴 라가르드.
  - 일본의 배우 야쿠쇼 코지.
- 1월 3일 - 오스트레일리아 출신 미국의 배우 멜 깁슨.
- 1월 5일
  - 대한민국의 정치평론가 강준만.
  - 대한민국의 방송인 김종국.
  - 독일의 정치인이자 제12대 대통령 프랑크발터 슈타인마이어.
- 1월 7일 - 미국의 배우 데이비드 카루소.
- 1월 8일 - 대한민국의 성우 유해무.
- 1월 9일 - 영국의 배우 이멜다 스탠턴.
- 1월 10일 - 대한민국의 정치인, 국회의원 이명규.
- 1월 12일 - 미국의 전쟁 전문 기자 마리 콜빈. (~2012년)
- 1월 13일 - 대한민국의 정치인, 전 대전광역시장 권선택.
- 1월 16일 - 대한민국의 배우, 연극연출가 윤석화.
- 1월 18일 - 일본의 성우 미즈시마 유우.
- 1월 20일 - 대한민국의 정치인 박경철.
- 1월 21일
  - 대한민국의 정치인 신도현.
  - 미국의 배우 지나 데이비스.
- 1월 22일 - 대한민국의 관료, 정치인 최병국.
- 1월 23일 - 대한민국의 성우 곽대홍.
- 1월 27일 - 대한민국의 배우 유지인.
- 1월 30일
  - 미국의 배우 앤 다우드.
  - 일본의 프로레이싱 선수 츠치야 케이치.
- 1월 31일 - 네덜란드의 프로그래머 귀도 반 로섬.

### 2월
- 2월 1일
  - 대한민국의 바둑 기사, 교수 정수현.
  - 대한민국의 외무공무원, 대학교수 전옥현.
- 2월 2일 - 대한민국의 문인화가, 캘리그라퍼 이일구.
- 2월 3일
  - 대한민국의 동화작가, 교육자 박상재.
  - 대한민국의 체육, 정치인 양보윤. (~2024년)
  - 미국의 배우 네이선 레인.
- 2월 4일 - 대한민국 강원도지사 최문순.
- 2월 8일 - 대한민국의 가톨릭 성직자 김종수.
- 2월 10일 - 대한민국의 바둑 기사 백성호.
- 2월 11일
  - 대한민국의 가수, 기업인 김창훈.
  - 대한민국의 정치인, 판사, 변호사 홍일표.
- 2월 12일 - 미국의 배우, 희극인 아세니오 홀.
- 2월 14일 - 대한민국의 성우 박인숙. (~2015년)
- 2월 15일
  - 대한민국의 배우 박용수.
  - 미국의 모델, 배우 폴리나 포리스코바.
- 2월 20일 - 대한민국의 사회운동가 성교육 강사 구성애.
- 2월 21일 - 대한민국의 가수 장현. (~1990년)
- 2월 23일
  - 대한민국의 언론인, 정치인, 종교인, 외교관 이백만.
  - 일본의 가수 노구치 고로.
  - 일본의 소설가, 방송작가 햐쿠타 나오키.
- 2월 24일 - 대한민국의 배우 최정식.
- 2월 25일
  - 대한민국의 배우 임성민. (~1995년)
  - 미국의 배우 진 브루스 스콧.
- 2월 26일
  - 일본의 가수 구와타 게이스케.
  - 대한민국의 성우 장승길.
  - 일본의 교수 호사카 유지.
- 2월 28일 - 캐나다의 영화 감독 가이 매딘.
- 2월 29일
  - 대한민국의 전 야구 선수 정영기.
  - 대한민국의 시사평론가 겸 대학 교수 류종현.

### 3월
- 3월 1일 - 대한민국의 정치인, 경기도의원 의회 서형열. (~2020년)
- 3월 3일
  - 대한민국의 배우 정종준.
  - 폴란드의 전 축구 선수, 현 축구 감독 즈비그니에프 보니에크.
  - 대한민국의 아나운서 이미선.
- 3월 7일
  - 미국의 배우 브라이언 크랜스턴.
  - 일본의 정치인 요시다 다다토모.
- 3월 9일 - 대한민국의 배우 유지인.
- 3월 11일 - 미국의 성우 롭 폴슨.
- 3월 12일
  - 대한민국의 전 야구 선수, 감독자 박철순.
  - 네덜란드의 전 축구 선수, 현 축구 감독 핌 페르베이크. (~2019년)
- 3월 15일 - 대한민국의 성우, 배우 김익태.
- 3월 18일 - 대한민국의 희극인 서세원. (~2023년)
- 3월 19일 - 대한민국의 시사 만화가 신경무.
- 3월 20일 - 일본의 배우 겸 희극인, 영화 감독, 성우, 가수 타케나카 나오토.
- 3월 28일
  - 대한민국의 종교인 전광훈.
  - 대한민국의 엄마 부대 대표 주옥순.
- 3월 31일 - 대한민국의 성우 김관철.

### 4월
- 4월 3일 - 대한민국의 전 야구 선수, 현 야구 코치 손상득.
- 4월 5일 - 대한민국의 배우 순동운.
- 4월 6일 - 대한민국의 언론인, 정치인 박선영.
- 4월 8일 - 프랑스의 영화배우, 모델 크리스틴 보이슨. (~2024년)
- 4월 9일 - 대한민국의 아나운서 지영서.
- 4월 10일
  - 대한민국의 성우 권희덕. (~2018년)
  - 대한민국의 프로듀서 이응진.
- 4월 12일 - 미국의 배우 앤디 가르시아.
- 4월 13일 - 대한민국의 배우 박규점.
- 4월 14일 - 미국의 소프라노 가수 바바라 보니.
- 4월 16일 - 미국의 우주인 데이비드 맥도월 브라운. (~2003년)
- 4월 18일
  - 미국의 배우 멜로디 토마스 스콧.
  - 미국의 배우 에릭 로버츠.
- 4월 20일 - 대한민국의 배우 윤갑수.
- 4월 28일
  - 미국의 배우 폴 길포일.
  - 일본의 정치인 에다 겐지.
- 4월 30일 - 덴마크의 영화 감독 라르스 폰 트리어.

### 5월
- 5월 1일
  - 대한민국의 정치인 박기춘.
  - 미국의 만화가 팀 세일. (~2022년)
  - 일본의 축구 선수, 축구 감독 소와 히로시.
- 5월 2일 - 일본의 방송 작가 아키모토 야스시.
- 5월 6일 - 대한민국의 제9대 제주특별자치도의원 서대길.
- 5월 7일 - 대한민국의 배우 현숙희.
- 5월 9일 - 미국의 배우 웬디 크루슨.
- 5월 10일 - 대한민국의 전 야구 선수, 현 야구 코치 김용달.
- 5월 12일 - 독일의 전 축구 선수 클라우스 알로프스.
- 5월 13일 - 미국의 성우 커크 손턴.
- 5월 16일 - 대한민국의 배우 장기용.
- 5월 17일
  - 미국의 권투 선수 슈거 레이 레너드.
  - 미국의 희극인 밥 서겟. (~2022년)
- 5월 23일 - 마크 벙커.
- 5월 26일 - 대한민국의 서양화가 김한영.
- 5월 27일
  - 대한민국의 언론인 김상수.
  - 이탈리아의 영화 감독, 각본가 주세페 토르나토레.
- 5월 29일 - 대한민국의 인테리어 디자이너 이창하.
- 5월 30일 - 그리스의 판사, 대통령 카테리나 사켈라로풀루.
- 5월 31일
  - 대한민국의 정치인, 現 경기도 의정부시장 안병용.
  - 일본의 성우, 나레이터, 프리랜서 사카키바라 요시코.

### 6월
- 6월 1일 - 대한민국의 야구 선수 유승안.
- 6월 5일
  - 미국의 색소폰 연주가 케니 지.
  - 남아프리카공화국의 영화 감독 로저 미첼. (~2021년)
- 6월 6일 - 대한민국의 성우 한수경.
- 6월 7일
  - 대한민국의 핵융합기술 과학자 이경수.
  - 잉글랜드의 배우, 성우 마크 라이언.
- 6월 9일 - 대한민국의 정치인 김은경.
- 6월 12일
  - 대한민국의 배우 권은아.
  - 대한민국의 정치인 류구하.
- 6월 13일 - 아르메니아의 역도 선수 유리 바르다냔. (~2018년)
- 6월 18일 - 대한민국의 배우 유동근.
- 6월 24일 - 미국의 농구 코치 리키 버드송
- 6월 25일
  - 대한민국의 성우 최성우.
  - 미국의 요리사, 방송인 앤서니 보데인. (~2018년)
- 6월 27일 - 일본의 야구 선수 니시모토 다카시.

### 7월
- 7월 3일
  - 대한민국의 아나운서 박영만.
  - 미얀마의 정치인, 총리 민 아웅 흘라잉.
- 7월 4일 - 대한민국의 성우 안경진.
- 7월 6일 - 대한민국의 야구 선수, 야구 감독 장효조. (~2011년)
- 7월 8일 - 대한민국의 배우 김영.
- 7월 9일 - 미국의 영화배우 톰 행크스.
- 7월 10일
  - 대한민국의 기업인 조성진.
  - 일본의 전 프로 야구 선수 오카와 히로시.
- 7월 14일 - 대한민국의 통계학자 박중양.
- 7월 15일
  - 대한민국의 성우 장영주.
  - 영국의 싱어송라이터, 음악가 이언 커티스.
- 7월 17일 - 대한민국의 언론인 윤창중.
- 7월 20일 - 카메룬의 전 축구 선수 토마스 은코노.
- 7월 21일 - 대한민국의 성우 박영화.
- 7월 26일 - 영국의 조각가, 사진작가, 환경운동가 앤디 골즈워디.
- 7월 27일 - 대한민국의 전직 아나운서, 방송인 손석희.
- 7월 28일 - 대한민국의 배우 원종례.
- 7월 30일 - 대한민국의 기업인, 범죄자 최순실.
- 7월 31일
  - 미국의 배우 마이클 빈.
  - 일본의 정치인 마쓰바라 진.

### 8월
- 8월 1일 - 대한민국의 골퍼 구옥희. (~2013년)
- 8월 2일
  - 대한민국의 정치인 이종혁.
  - 대한민국의 경찰 공무원, 前 경찰청장 이성한.
- 8월 4일
  - 대한민국의 종교인 오정현.
  - 미국의 해군 예비역 대장 및 제 24대 주한 미국 대사 해리 해리스.
  - 미국의 육상 선수 조니 헌틀리.
- 8월 5일 - 대한민국의 법조인 이진성.
- 8월 8일 - 대한민국의 법조인 박삼봉. (~2015년)
- 8월 10일 - 대한민국의 전 권투 선수 김득구 (~1982년).
- 8월 11일 - 프랑스의 수학자, 필즈상 수상자 피에르루이 리옹.
- 8월 12일
  - 캐나다의 배우 브루스 그린우드.
  - 일본의 만화가 요시다 아키미.
- 8월 13일 - 영국의 기업인 제러미 피스.
- 8월 15일 - 대한민국의 법조인 임정혁.
- 8월 17일 - 대한민국의 교육인 이재협.
- 8월 19일 - 대한민국의 배우 김영란.
- 8월 20일 - 미국의 배우 조앤 앨런.
- 8월 21일 - 영국계 캐나다 배우 킴 커트랠.
- 8월 22일 - 대한민국의 전 법조인, 성범죄자 김학의.
- 8월 25일 - 대한민국의 교수 전용일.
- 8월 27일 - 대한민국의 언론인 안광한.
- 8월 28일 - 푸에르토리코의 배우 루이스 구스만.
- 8월 29일 - 대한민국의 외교관, 정치인 조태용.
- 8월 31일
  - 대한민국의 정치인 노회찬. (~2018년)
  - 일본의 배우 다시로 마사시.
  - 중화민국의 총통 차이잉원.

### 9월
- 9월 1일 - 조선인민민주주의공화국 축구 감독 김정훈.
- 9월 2일
  - 대한민국의 정치인, 법조인 최재형.
  - 대한민국의 군인 황기철.
- 9월 3일 - 미국의 사교계 인사, 자선가 앤 허스트.
- 9월 5일 - 대한민국의 정치인 김성회.
- 9월 9일
  - 대한민국의 기업인 서유열.
  - 대한민국 정치인, 기자 김성수.
- 9월 10일
  - 대한민국의 정치인 조배숙.
  - 프랑스의 영화 감독 에릭 종카.
- 9월 12일 - 홍콩의 영화 배우 장국영. (~2003년)
- 9월 15일 - 대한민국의 의원, 정치인 박은수.
- 9월 16일 - 대한민국의 정치인 박진.
- 9월 20일 - 대한민국의 전 야구 선수 김일권.
- 9월 23일 - 이탈리아의 전 축구 선수 파올로 로시. (~2020년).
- 9월 24일
  - 대한민국의 희극인 이하원. (~2016년)
  - 대한민국의 정치인 박남서.
- 9월 25일
  - 대한민국의 언론인 장해랑.
  - 미국의 특수효과 전문가 제이미 하이네만.
- 9월 26일 - 미국의 배우 린다 해밀턴.
- 9월 29일 - 대한민국의 배우 문창근. (~2005년)

### 10월
- 10월 1일
  - 미국의 전 야구 선수 밴스 로.
  - 영국의 제76대 총리, 정치인 테리사 메이.
- 10월 2일 - 대한민국의 배우 이경진.
- 10월 4일 - 오스트리아의 배우 크리스토프 발츠.
- 10월 6일 - 대한민국의 교육인 조희연.
- 10월 7일 - 대한민국의 바둑 기사 박상돈.
- 10월 10일 - 대한민국의 배우 김지숙.
- 10월 15일 - 대한민국의 전 야구 선수, 현 야구 코치 송재박.
- 10월 16일 - 대한민국의 공무원 배국환.
- 10월 19일 - 인도의 배우, 영화 감독, 영화 프로듀서, 정치인 써니 데올.
- 10월 20일
  - 대한민국의 배우 정성모.
  - 대한민국의 정치인 이태훈.
  - 영국의 영화 감독 대니 보일.
- 10월 21일
  - 미국의 배우 캐리 피셔. (~2016년)
  - 대한민국의 성우 기경옥.
- 10월 23일 - 대한민국의 배우 이성용.
- 10월 24일 - 대한민국의 정치인 최민호.
- 10월 25일 - 대한민국의 방송인 이영돈.
- 10월 26일 - 대한민국의 언론인 김백.
- 10월 28일 - 이란의 정치인, 제6대 대통령 마무드 아마디네자드.
- 10월 29일
  - 대한민국의 야구 선수 유두열. (~2016년)
  - 일본의 영화 감독, 각본가 스오 마사유키.

### 11월
- 11월 1일
  - 대한민국의 국악인, 교육자 이호연.
  - 대한민국의 기초단체장이자 민선5기 서울 구로구청장 이성.
- 11월 6일 - 벨기에의 살인자 마르크 뒤트루.
- 11월 7일 - 대한민국의 정치인 이동섭.
- 11월 8일 - 영국의 영화 감독 리처드 커티스.
- 11월 10일
  - 대한민국의 스피드 스케이팅 선수 이영하. (~2019년)
  - 대한민국의 법조인 김영란.
  - 일본의 전 야구 선수 다카하시 미치타케.
  - 캐나다의 배우 맷 크레이븐.
- 11월 11일
  - 대한민국의 가수 나미.
  - 잠비아의 제6대 대통령 에드거 룽구. (~2025년)
  - 대한민국의 가수 박진.
- 11월 13일 - 대한민국의 미술인, 서양화가 김수환.
- 11월 14일 - 네덜란드의 범죄 기자, 저널리스트 페터르 R. 더프리스. (~2021년)
- 11월 22일 - 포르투갈의 축구 선수 페르난두 고메스. (~2022년)
- 11월 27일
  - 대한민국의 배우 김원배. (~2024년)
  - 미국의 배우 윌리엄 피크너.
- 11월 30일 - 대한민국의 요리연구가 이혜정.

### 12월
- 12월 1일 - 대한민국의 정치인 임태희.
- 12월 4일 - 대한민국의 법조인 김형태.
- 12월 5일
  - 독일의 전 축구 선수 클라우스 알로프스.
  - 대한민국의 가수 문준영.
- 12월 6일 - 미국의 기타리스트 랜디 로즈. (~1982년)
- 12월 7일
  - 대한민국의 국악음악가 정은하. (~2023년)
  - 대한민국의 만화가 정형기.
- 12월 8일 - 뉴질랜드의 축구 선수 키스 맥카이.
- 12월 19일
  - 대한민국의 정치인, 제15·16대 국회의원 이재선.
  - 대한민국의 전 야구 선수 금광옥.
- 12월 10일 - 대한민국의 정치인 김덕현.
- 12월 12일 - 대한민국의 공무원 김남석.
- 12월 17일 - 미국의 영화 감독, 영화 각본가, 프로듀서, 소설가 피터 패럴리.
- 12월 20일
  - 대한민국의 군인, 정치인 이영숙.
  - 미국의 음악가 애니타 워드.
- 12월 22일 - 일본의 배우 무라카미 히로아키.
- 12월 24일
  - 대한민국의 교육인 심화진.
  - 대한민국의 정치인 유기상.
- 12월 27일 - 대한민국의 배우 정승호.
- 12월 29일
  - 대한민국의 아나운서 안희재.
  - 미국의 기업인 데이브 체케츠.

### 미상
- 대한민국의 법조인 김대휘.
- 대한민국의 학예사 김유연.
- 대한민국의 기업인 송대현.
- 대한민국의 언론학자, 고려대학교 언론대학원장, 제41대 한국언론학회 회장 심재철.
- 대한민국의 트로트 가수 유수현.
- 대한민국의 요리사 임지호. (~2021년)
- 대한민국의 시인 최영철.
- 대한민국의 금융인 김진성.
- 대한민국의 배우 봉두개.
- 대한민국의 전 국립중앙박물관 관장 이영훈.
- 대한민국의 187cm 대배우, 가수, 부엉이학자 정성필. (~2019년)
- 중화인민공화국의 건축가 류자쿤.
- 일본의 SF, 판타지 작가이자 게임 디자이너 야마모토 히로시.

## 사망

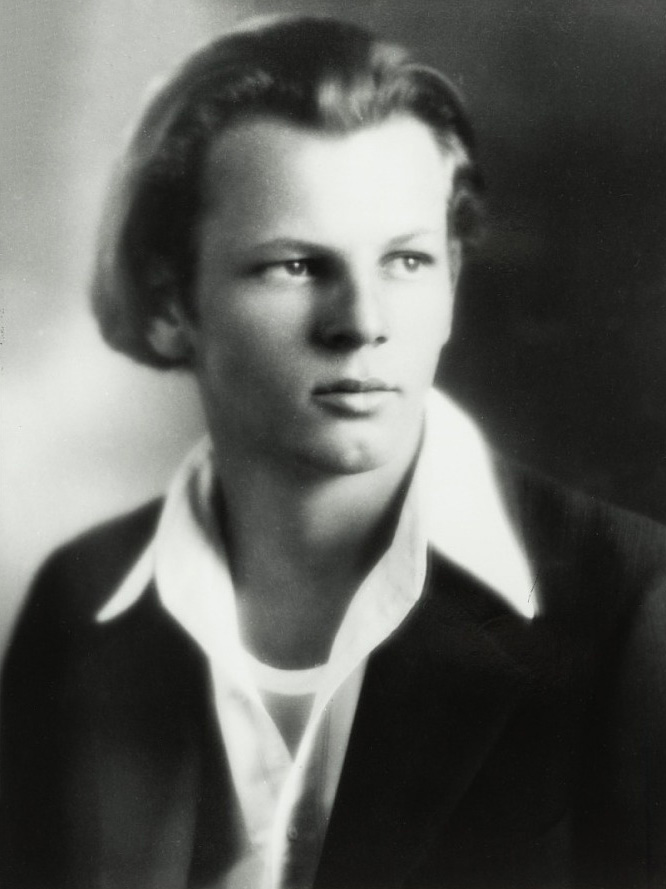
잭슨 폴록

- 1월 7일 - 일제 강점기의 독립 운동가 송종익. (1887년~)
- 3월 20일 - 대한민국의 모더니즘 시인 박인환. (1926년~)
- 5월 5일 - 대한민국의 독립운동가, 대한민국의 정치인 해공 신익희. (?~)
- 5월 29일 - 독일의 지휘자 헤르만 아벤트로트. (1883년~)
- 8월 11일 - 미국의 추상주의 화가 잭슨 폴록. (1912년~)
- 8월 24일 - 일본의 영화 감독 미조구치 겐지. (1898년~)
- 9월 6일 - 대한민국의 화가 이중섭. (1916년~)
- 12월 26일 - 대한민국의 교육인 김도태. (1891년~)

## 노벨상
- 문학상: 후안 라몬 히메네스
- 물리학상: 존 바딘, 월터 하우저 브래튼, 윌리엄 쇼클리
- 생리 의학상: 앙드레 프레데리크 쿠르낭, 베르너 포르스만, 디킨슨 W. 리처즈
- 화학상: 시릴 노먼 힌셜우드, 니콜라이 세묘노프
- 평화상: 수상자 없음

## 달력
| 1월 |    |    |    |    |    |    |
| 일  | 월 | 화 | 수 | 목 | 금 | 토 |
| 1   | 2  | 3  | 4  | 5  | 6  | 7  |
| 8   | 9  | 10 | 11 | 12 | 13 | 14 |
| 15  | 16 | 17 | 18 | 19 | 20 | 21 |
| 22  | 23 | 24 | 25 | 26 | 27 | 28 |
| 29  | 30 | 31 |    |    |    |    |

| 2월 |    |    |    |    |    |    |
| 일  | 월 | 화 | 수 | 목 | 금 | 토 |
|     |    |    | 1  | 2  | 3  | 4  |
| 5   | 6  | 7  | 8  | 9  | 10 | 11 |
| 12  | 13 | 14 | 15 | 16 | 17 | 18 |
| 19  | 20 | 21 | 22 | 23 | 24 | 25 |
| 26  | 27 | 28 | 29 |    |    |    |

| 3월 |    |    |    |    |    |    |
| 일  | 월 | 화 | 수 | 목 | 금 | 토 |
|     |    |    |    | 1  | 2  | 3  |
| 4   | 5  | 6  | 7  | 8  | 9  | 10 |
| 11  | 12 | 13 | 14 | 15 | 16 | 17 |
| 18  | 19 | 20 | 21 | 22 | 23 | 24 |
| 25  | 26 | 27 | 28 | 29 | 30 | 31 |

| 4월 |    |    |    |    |    |    |
| 일  | 월 | 화 | 수 | 목 | 금 | 토 |
| 1   | 2  | 3  | 4  | 5  | 6  | 7  |
| 8   | 9  | 10 | 11 | 12 | 13 | 14 |
| 15  | 16 | 17 | 18 | 19 | 20 | 21 |
| 22  | 23 | 24 | 25 | 26 | 27 | 28 |
| 29  | 30 |    |    |    |    |    |

| 5월 |    |    |    |    |    |    |
| 일  | 월 | 화 | 수 | 목 | 금 | 토 |
|     |    | 1  | 2  | 3  | 4  | 5  |
| 6   | 7  | 8  | 9  | 10 | 11 | 12 |
| 13  | 14 | 15 | 16 | 17 | 18 | 19 |
| 20  | 21 | 22 | 23 | 24 | 25 | 26 |
| 27  | 28 | 29 | 30 | 31 |    |    |

| 6월 |    |    |    |    |    |    |
| 일  | 월 | 화 | 수 | 목 | 금 | 토 |
|     |    |    |    |    | 1  | 2  |
| 3   | 4  | 5  | 6  | 7  | 8  | 9  |
| 10  | 11 | 12 | 13 | 14 | 15 | 16 |
| 17  | 18 | 19 | 20 | 21 | 22 | 23 |
| 24  | 25 | 26 | 27 | 28 | 29 | 30 |

| 7월 |    |    |    |    |    |    |
| 일  | 월 | 화 | 수 | 목 | 금 | 토 |
| 1   | 2  | 3  | 4  | 5  | 6  | 7  |
| 8   | 9  | 10 | 11 | 12 | 13 | 14 |
| 15  | 16 | 17 | 18 | 19 | 20 | 21 |
| 22  | 23 | 24 | 25 | 26 | 27 | 28 |
| 29  | 30 | 31 |    |    |    |    |

| 8월 |    |    |    |    |    |    |
| 일  | 월 | 화 | 수 | 목 | 금 | 토 |
|     |    |    | 1  | 2  | 3  | 4  |
| 5   | 6  | 7  | 8  | 9  | 10 | 11 |
| 12  | 13 | 14 | 15 | 16 | 17 | 18 |
| 19  | 20 | 21 | 22 | 23 | 24 | 25 |
| 26  | 27 | 28 | 29 | 30 | 31 |    |

| 9월 |    |    |    |    |    |    |
| 일  | 월 | 화 | 수 | 목 | 금 | 토 |
|     |    |    |    |    |    | 1  |
| 2   | 3  | 4  | 5  | 6  | 7  | 8  |
| 9   | 10 | 11 | 12 | 13 | 14 | 15 |
| 16  | 17 | 18 | 19 | 20 | 21 | 22 |
| 23  | 24 | 25 | 26 | 27 | 28 | 29 |
| 30  |    |    |    |    |    |    |

| 10월 |    |    |    |    |    |    |
| 일   | 월 | 화 | 수 | 목 | 금 | 토 |
|      | 1  | 2  | 3  | 4  | 5  | 6  |
| 7    | 8  | 9  | 10 | 11 | 12 | 13 |
| 14   | 15 | 16 | 17 | 18 | 19 | 20 |
| 21   | 22 | 23 | 24 | 25 | 26 | 27 |
| 28   | 29 | 30 | 31 |    |    |    |

| 11월 |    |    |    |    |    |    |
| 일   | 월 | 화 | 수 | 목 | 금 | 토 |
|      |    |    |    | 1  | 2  | 3  |
| 4    | 5  | 6  | 7  | 8  | 9  | 10 |
| 11   | 12 | 13 | 14 | 15 | 16 | 17 |
| 18   | 19 | 20 | 21 | 22 | 23 | 24 |
| 25   | 26 | 27 | 28 | 29 | 30 |    |

| 12월 |    |    |    |    |    |    |
| 일   | 월 | 화 | 수 | 목 | 금 | 토 |
|      |    |    |    |    |    | 1  |
| 2    | 3  | 4  | 5  | 6  | 7  | 8  |
| 9    | 10 | 11 | 12 | 13 | 14 | 15 |
| 16   | 17 | 18 | 19 | 20 | 21 | 22 |
| 23   | 24 | 25 | 26 | 27 | 28 | 29 |
| 30   | 31 |    |    |    |    |    |

### 음양력 대조 일람
| 음력월 | 월건 | 대소 | 음력 1일의 양력 월일 | 음력 1일 간지 |
| ------ | ---- | ---- | -------------------- | ------------- |
| 1월    | 경인 | 소   | 2월 12일             | 기유          |
| 2월    | 신묘 | 대   | 3월 12일             | 무인          |
| 3월    | 임진 | 소   | 4월 11일             | 무신          |
| 4월    | 계사 | 대   | 5월 10일             | 정축          |
| 5월    | 갑오 | 소   | 6월 9일              | 정미          |
| 6월    | 을미 | 소   | 7월 8일              | 병자          |
| 7월    | 병신 | 대   | 8월 6일              | 을사          |
| 8월    | 정유 | 소   | 9월 5일              | 을해          |
| 9월    | 무술 | 대   | 10월 4일             | 갑진          |
| 10월   | 기해 | 소   | 11월 3일             | 갑술          |
| 11월   | 경자 | 대   | 12월 2일             | 계묘          |
| 12월   | 신축 | 대   | 1957년 1월 1일       | 계유          |